# Karensac
Pour l’article ayant un titre homophone, voir Car en Sac.
 (novembre 2020).
Karensac, de son vrai nom Camille Gautier, est une autrice et illustratrice de bande dessinée née le 4 juin 1990 à Grenoble.

## Biographie
Originaire de Grenoble, Camille Gautier grandit à la montagne jusqu'à ses huit ans. Elle obtient un diplôme d’architecture en 2014, et travaille trois années dans un cabinet d'architecte. En parallèle à cette carrière d’architecte, elle multiplie les collaborations sur Internet avec les sites Madmoizelle.com, Topito.com et avec le youtubeur Cyprien. Elle créé le blog BD Mais quel est ton but en 2013 sous le pseudonyme Mlle Karensac. Elle y publie des bandes dessinées humoristiques et aborde des sujets du quotidien comme des thématiques féministes.[réf. souhaitée]

## Carrière
En 2015, Karensac remporte le prix Révélation Blog BD du Festival D’angouleme, devant Aurélien Fernandez et Bonnet. L’année suivante, elle quitte l’architecture et se tourne définitivement vers la bande dessinée. Elle créé la série Aubépine, dont elle est autrice. Elle travaille le scénario en collaboration avec Thom Pico. Le tome 1 titré Le génie saligaud sort en 2018 aux éditions Dupuis. À partir de ce moment,  elle signe uniquement Karensac.
En 2018 encore, Karensac signe le dessin et la couleur de La Soutenable légèreté de l’être, une bande dessinée scénarisée par Éléonore Costes dans la collection « Une case en moins » des éditions Delcourt, ainsi que le tome 2 d’Aubépine : Le renard furax aux éditions Dupuis. Ce tome est toujours scénarisé en collaboration avec Thom Pico, avec cette fois Turbogros et Bolä participant à la couleur aux côtés de Karensac. Aubépine fait l’objet d’un troisième tome, Pourquoi tant de Laine en 2019, et d’un quatrième tome, La fin de tout (et du reste) en 2020. Chaque tome du premier cycle d'Aubépine correspond à une saison.
Karensac travaille ses dessins sur tablette graphique,.

## Publications
- Aubépine, co-scénarisé avec Thom Pico, Éditions Dupuis

1. Le génie saligaud, 2018  (ISBN 9782800173795)
2. Le renard furax, 2018  (ISBN 9791034736515)
3. Pourquoi tant de laine ?, 2019  (ISBN 9791034737048)
4. La fin de tout (et du reste), 2020  (ISBN 9791034737055)

- La soutenable légèreté de l’être, scénario d'Éléonore Costes, Éditions Delcourt, 2018  (ISBN 978-2-413-00199-7)
- Cher corps[12], scénario de Léa Bordier, Éditions Delcourt, 2019  (ISBN 978-2-413-01359-4)
- Hyakki Yako, collection Façades #11, Éditions Polystyrène, 2019  (ISBN 979-10-90180-19-2)
- Cendre & Hazel, scénario de Thom Pico, Éditions Milan

1. Les sorcières chèvres, 2021  (ISBN 978-2-408-02486-4)
2. Biquettes magiques, 2021  (ISBN 978-2-408-03326-2)